# Teohari Georgescu
Teohari Georgescu, född 31 januari 1908 i Bukarest, död 31 december 1976 i Bukarest, var en rumänsk politiker. Han var inrikesminister i Rumänska folkrepubliken 1945–1952, och en ledande medlem i Rumänska kommunistpartiet (PCR) under samma period.

## Biografi
Georgescu, som var tryckare till yrket, blev medlem i Rumänska kommunistpartiet 1929. Han fängslades under 1930-talet flera gånger av kung Carol II:s regim för sin politiska aktivism. Efter att 1940 ha skickats till Sovjetunionen för att få undervisning inom NKVD återvände han till Rumänien året därpå, och fängslades kort därefter igen. Georgescu frigavs efter kuppen mot Ion Antonescus regim i augusti 1944, och utsågs till vice inrikesminister i den rumänska efterkrigsregeringen. På denna post cementerade han kommunisternas inflytande inom inrikesministeriet och säkerhetstjänsten, och i mars 1945 blev han ordinarie inrikesminister i Petru Grozas regering. Samma år blev han även medlem i kommunistpartiets politbyrå.
I maktkamperna inom det Rumänska kommunistpartiet under samma tid anslöt han sig till den "stalinistiska" flygeln under Ana Pauker, i motsättning till Gheorghe Gheorghiu-Dejs "nationella" falang. Efter att Gheorghiu-Dej hade fått Sovjetunionens stöd avsattes Georgescu från sina poster och uteslöts ur partiet i maj 1952. Efter att ha suttit fängslad 1953–1956 utsågs han till chef för ett tryckeri i Bukarest, och arbetade där till sin pensionering 1963. Han rehabiliterades 1968, under Nicolae Ceaușescus regim, och var 1972–1974 suppleant i kommunistpartiets centralkommitté.